# John Hope (1er baron Glendevon)
John Adrian Louis Hope, 1er baron Glendevon, (7 avril 1912 - 18 janvier 1996), est un aristocrate écossais unioniste et un homme politique conservateur.

## Jeunesse
Hope est le fils cadet de Victor Hope, 2e marquis de Linlithgow, et de Doreen Maud Milner. Son frère jumeau aîné est Charles Hope (3e marquis de Linlithgow). Il fait ses études au Collège d'Eton et Christ Church, Oxford et sert pendant la Seconde Guerre mondiale en Norvège et en Italie avec les Scots Guards, obtenant le grade de major temporaire. Il est mentionné à deux reprises dans des dépêches.

## Carrière politique
En 1945, Hope est élu député pour Midlothian et Peebles North, un siège qu'il occupe jusqu'en 1950, puis représente Edinburgh Pentlands de 1950 à 1964.
Il sert dans les gouvernements conservateurs de Winston Churchill, Anthony Eden et Harold Macmillan comme Sous-secrétaire d'État aux Affaires étrangères de 1954 à 1956, sous-secrétaire d’État aux relations avec le Commonwealth de 1956 à 1957 et Sous-Secrétaire d'État pour l'Écosse de 1957 à 1959. En 1959, il est nommé ministre des Travaux publics et investi comme conseiller privé. Hope reste à la tête du ministère des Travaux publics jusqu'en 1962 . En 1964, il est élevé à la pairie en tant que baron Glendevon, de Midhope dans le comté de Linlithgow.

## Vie privée
Lord Glendevon épouse Elizabeth Paravicini (1915–1998), l'ancienne épouse de Vincent Paravicini et le seul enfant de l'auteur William Somerset Maugham, en 1948. Ils ont deux fils. Lord Glendevon est décédé le 18 janvier 1996, âgé de 83 ans, et est remplacé dans la baronnie par son fils aîné, Julian Hope (2e baron Glendevon).